# Associazione Calcio Riunite Messina 1966-1967
Questa pagina raccoglie i dati riguardanti l'Associazione Calcio Riunite Messina nelle competizioni ufficiali della stagione 1966-1967.

## Stagione
Nella stagione 1966-1967 il Messina disputò il sedicesimo campionato di Serie B della sua storia, con 37 punti in classifica ha ottenuto l'undicesimo posto, il torneo è stato dominato dalla Sampdoria e dal Varese che con 54 e 51 punti sono subito risalite in Serie A, sono invece retrocesse in Serie C il Savona, l'Arezzo, l'Alessandria e la Salernitana.
La squadra giallorossa di nuovo affidata all'allenatore Antonio Colomban ha disputato un campionato onorevole di metà classifica, raccogliendo 19 punti nel girone di andata e 18 nel girone di ritorno, in evidenza nel Messina il centravanti Lino Villa di scuola juventina che ha realizzato otto reti nel torneo in ventiquattro partite giocate, e l'interno Pietro Gonella con sei reti. In Coppa Italia buon esordio nel torneo vincendo il derby dello stretto con la Reggina, ma poi disco rosso nel secondo turno eliminati dal Torino.

## Rosa
| N. |                   | Ruolo | Calciatore           |
| -- | ----------------- | ----- | -------------------- |
|    | Italia (bandiera) | D     | Giancarlo Bagnasco   |
|    | Italia (bandiera) | P     | Piero Baroncini      |
|    | Italia (bandiera) | C     | Fernando Benatti     |
|    | Italia (bandiera) | C     | Franco Benfatto      |
|    | Italia (bandiera) | C     | Giovanni Bonetti     |
|    | Italia (bandiera) | A     | Alfiero Caposciutti  |
|    | Italia (bandiera) | C     | Nunzio Cavazza       |
|    | Italia (bandiera) | D     | Alberto Ferrara      |
|    | Italia (bandiera) | A     | Sauro Fracassa       |
|    | Italia (bandiera) | A     | Giovanni Fumagalli   |
|    | Italia (bandiera) | D     | Gianfranco Garbuglia |

| N. |                   | Ruolo | Calciatore          |
| -- | ----------------- | ----- | ------------------- |
|    | Italia (bandiera) | C     | Pietro Gonella      |
|    | Italia (bandiera) | C     | Giacomo La Rosa     |
|    | Italia (bandiera) | A     | Livio Luppi         |
|    | Italia (bandiera) | C     | Luciano Manni       |
|    | Italia (bandiera) | C     | Mario Pesce         |
|    | Italia (bandiera) | A     | Bruno Piccioni      |
|    | Italia (bandiera) | P     | Mario Rossi         |
|    | Italia (bandiera) | A     | Angelo Seghezza     |
|    | Italia (bandiera) | D     | Angelo Stucchi      |
|    | Italia (bandiera) | A     | Francesco Trevisani |
|    | Italia (bandiera) | A     | Lino Villa          |

## Risultati

### Serie B

#### Girone di andata
| Arbitro: | Lattanzi (Roma) |

|  |           |             |
|  | Marcatori | 11’ Stucchi |

| Arbitro: | Toselli (Cormons) |

|                      |           |  |
| Rossetti 13’ Bui 76’ | Marcatori |  |

| Arbitro: | Vacchini (Milano) |

|                          |           |  |
| Gonella 47’ Fracassa 88’ | Marcatori |  |

| Arbitro: | Nencioni (Roma) |

|           |           |           |
| Pesce 89’ | Marcatori | 24’ Bigon |

| Arbitro: | Vacchini (Milano) |

|              |           |                             |
| Lodi 3’, 43’ | Marcatori | 63’ Caposciutti 66’ Gonella |

| Pisa 16 ottobre 1966 6ª giornata | Pisa             | 0 – 0 | Messina | Stadio Arena Garibaldi\| Arbitro: \| Torelli (Milano) \| |
| Arbitro:                         | Torelli (Milano) |       |         |                                                          |

| Messina 23 ottobre 1966 7ª giornata | Messina                 | 0 – 0 | Savona | Stadio Giovanni Celeste\| Arbitro: \| Camozzi (Ascoli Piceno) \| |
| Arbitro:                            | Camozzi (Ascoli Piceno) |       |        |                                                                  |

| Arbitro: | Valagussa (Lecco) |

|                           |           |  |
| Gonella 38’ Fumagalli 79’ | Marcatori |  |

| Genova 6 novembre 1966 9ª giornata | Sampdoria        | 0 – 0 | Messina | Stadio Luigi Ferraris\| Arbitro: \| Piantoni (Terni) \| |
| Arbitro:                           | Piantoni (Terni) |       |         |                                                         |

| Arbitro: | Toselli (Cormons) |

|                              |           |  |
| Ferrari 47’ Meroi 81’ (rig.) | Marcatori |  |

| Messina 20 novembre 1966 11ª giornata | Messina         | 0 – 0 | Catania | Stadio Giovanni Celeste\| Arbitro: \| Acernese (Roma) \| |
| Arbitro:                              | Acernese (Roma) |       |         |                                                          |

| Arbitro: | Camozzi (Ascoli Piceno) |

|                            |           |           |
| Zani 7’ Merighi 42’ (rig.) | Marcatori | 82’ Pesce |

| Arbitro: | Marengo (Chiavari) |

|                                                                     |           |  |
| Fogar 59’ Mazzanti 63’ (rig.) D. Crippa 79’ (rig.) Pesce 87’ (aut.) | Marcatori |  |

| Arbitro: | Picasso (Chiavari) |

|                                                 |           |            |
| Gonella 4’ Piccioni 9’ Fracassa 88’ La Rosa 89’ | Marcatori | 29’ Rosito |

| Arbitro: | Barbaresco (Cormons) |

|                                  |           |  |
| Gonella 6’ (aut.) G. Calloni 13’ | Marcatori |  |

| Arbitro: | Caligaris (Alessandria) |

|                                        |           |              |
| Pesce 11’ (rig.) La Rosa 59’ Villa 86’ | Marcatori | 50’ Lombardo |

| Arbitro: | Carminati (Milano) |

|                  |           |  |
| Pesce 72’ (rig.) | Marcatori |  |

| Arbitro: | Possagno (Treviso) |

|                                 |           |              |
| S. Bercellino 18’ C. Crippa 86’ | Marcatori | 81’ Piccioni |

| Arbitro: | Canova (Bologna) |

|                  |           |              |
| Pesce 48’ (rig.) | Marcatori | 38’ Anastasi |

#### Girone di ritorno
| Arbitro: | Marchiori (Padova) |

|                      |           |  |
| Gonella 6’ Villa 64’ | Marcatori |  |

| Arbitro: | Piantoni (Terni) |

|                       |           |                 |
| Villa 30’ La Rosa 47’ | Marcatori | 45’, 49’ Vitali |

| Arbitro: | De Robbio (Torre Annunziata) |

|                      |           |           |
| Alaimo 44’ Sbano 80’ | Marcatori | 81’ Villa |

| Arbitro: | Branzoni (Pavia) |

|  |           |                   |
|  | Marcatori | 58’ (aut.) Sereni |

| Arbitro: | Angonese (Mestre) |

|                      |           |  |
| Gonella 5’ Villa 80’ | Marcatori |  |

| Arbitro: | Orlando (Bergamo) |

|               |           |            |
| Trevisani 80’ | Marcatori | 15’ Braida |

| Savona 19 marzo 1967 26ª giornata | Savona            | 0 – 0 | Messina | Stadio Valerio Bacigalupo\| Arbitro: \| Vacchini (Milano) \| |
| Arbitro:                          | Vacchini (Milano) |       |         |                                                              |

| Alessandria 26 marzo 1967 27ª giornata | Alessandria    | 0 – 0 | Messina | Stadio Giuseppe Moccagatta\| Arbitro: \| Vitullo (Roma) \| |
| Arbitro:                               | Vitullo (Roma) |       |         |                                                            |

| Arbitro: | Motta (Monza) |

|             |           |                                |
| Gonella 65’ | Marcatori | 32’, 85’ Vieri 46’ Francesconi |

| Messina 16 aprile 1967 29ª giornata | Messina             | 0 – 0 | Arezzo | Stadio Giovanni Celeste\| Arbitro: \| Schinetti (Brescia) \| |
| Arbitro:                            | Schinetti (Brescia) |       |        |                                                              |

| Arbitro: | Acernese (Roma) |

|           |           |             |
| Girol 44’ | Marcatori | 82’ La Rosa |

| Arbitro: | Picasso (Chiavari) |

|  |           |                            |
|  | Marcatori | 67’ Rognoni 82’ Di Stefano |

| Messina 7 maggio 1967 32ª giornata | Messina           | 0 – 0 | Reggiana | Stadio Giovanni Celeste\| Arbitro: \| Valagussa (Lecco) \| |
| Arbitro:                           | Valagussa (Lecco) |       |          |                                                            |

| Arbitro: | Barbaresco (Cormons) |

|                                       |           |  |
| Cianfrone 17’, 24’ Carrera 88’ (rig.) | Marcatori |  |

| Arbitro: | Piantoni (Terni) |

|                              |           |  |
| Villa 24’ Colombo 55’ (aut.) | Marcatori |  |

| Arbitro: | Torelli (Milano) |

|                                      |           |           |
| Caleffi 38’, 79’ Mascalaito 72’, 75’ | Marcatori | 80’ Villa |

| Arbitro: | Caligaris (Alessandria) |

|  |           |                       |
|  | Marcatori | 87’ Villa 88’ Bonetti |

| Messina 11 giugno 1967 37ª giornata | Messina        | 0 – 0 | Palermo | Stadio Giovanni Celeste\| Arbitro: \| Vitullo (Roma) \| |
| Arbitro:                            | Vitullo (Roma) |       |         |                                                         |

| Arbitro: | Sabattini (Finale Emilia) |

|                         |           |  |
| Cucchi 21’ Leonardi 40’ | Marcatori |  |

### Coppa Italia
| Arbitro: | Piantoni (Terni) |

|  |           |              |
|  | Marcatori | 118’ La Rosa |

| Arbitro: | Giunti (Arezzo) |

|                                         |           |  |
| Combin 10’, 66’ Fanello 61’ Poletti 79’ | Marcatori |  |

## Statistiche

### Statistiche di squadra
| Competizione | Punti | In casa | In casa | In casa | In casa | In casa | In casa | In trasferta | In trasferta | In trasferta | In trasferta | In trasferta | In trasferta | Totale | Totale | Totale | Totale | Totale | Totale | DR |
| Competizione | Punti | G       | V       | N       | P       | Gf      | Gs      | G            | V            | N            | P            | Gf           | Gs           | G      | V      | N      | P      | Gf     | Gs     | DR |
| ------------ | ----- | ------- | ------- | ------- | ------- | ------- | ------- | ------------ | ------------ | ------------ | ------------ | ------------ | ------------ | ------ | ------ | ------ | ------ | ------ | ------ | -- |
| Serie B      | 37    | 19      | 8       | 9       | 2       | 24      | 12      | 19           | 3            | 6            | 10           | 12           | 28           | 38     | 11     | 15     | 12     | 36     | 40     | -4 |
| Coppa Italia |       | -       | -       | -       | -       | -       | -       | 2            | 1            | 0            | 1            | 1            | 4            | 2      | 1      | 0      | 1      | 1      | 4      | -3 |
| Totale       |       | 19      | 8       | 9       | 2       | 24      | 12      | 21           | 4            | 6            | 11           | 13           | 32           | 40     | 12     | 15     | 13     | 37     | 44     | -7 |

### Statistiche dei giocatori
| Giocatore      | Serie B  | Serie B | Coppa Italia | Coppa Italia | Totale   | Totale |
| Giocatore      | Presenze | Reti    | Presenze     | Reti         | Presenze | Reti   |
| -------------- | -------- | ------- | ------------ | ------------ | -------- | ------ |
| G. Bagnasco    | 13       | 0       | 1            | 0            | 14       | 0      |
| P. Baroncini   | 23       | -23     | 2            | -4           | 25       | -27    |
| F. Benatti     | 31       | 0       | 1            | 0            | 32       | 0      |
| F. Benfatto    | 6        | 0       | -            | -            | 6        | 0      |
| G. Bonetti     | 14       | 1       | 1            | 0            | 15       | 1      |
| A. Caposciutti | 6        | 1       | 1            | 0            | 7        | 1      |
| N. Cavazza     | 23       | 0       | 1            | 0            | 24       | 0      |
| A. Ferrara     | 2        | 0       | -            | -            | 2        | 0      |
| S. Fracassa    | 34       | 2       | 2            | 0            | 36       | 2      |
| G. Fumagalli   | 26       | 2       | 1            | 0            | 27       | 2      |
| G. Garbuglia   | 31       | 0       | 1            | 0            | 32       | 0      |
| P. Gonella     | 35       | 6       | 2            | 0            | 37       | 6      |
| G. La Rosa     | 21       | 4       | 2            | 1            | 23       | 5      |
| L. Luppi       | 3        | 0       | -            | -            | 3        | 0      |
| L. Manni       | 15       | 0       | 2            | 0            | 17       | 0      |
| M. Pesce       | 38       | 5       | 2            | 0            | 40       | 5      |
| B. Piccioni    | 32       | 2       | 2            | 0            | 34       | 2      |
| M. Rossi       | 17       | -17     | -            | -            | 17       | -17    |
| A. Seghezza    | 2        | 0       | -            | -            | 2        | 0      |
| A. Stucchi     | 11       | 1       | 1            | 0            | 12       | 1      |
| L. Trevisani   | 13       | 2       | 2            | 0            | 15       | 2      |
| L. Villa       | 24       | 8       | -            | -            | 24       | 8      |